# لورا جین گریس
لورا جین گریس (انگلیسی: Laura Jane Grace؛ زادهٔ ۸ نوامبر ۱۹۸۰
fort benning، georgia, united states) یک زن ترنس موسیقی‌دان اهل ایالات متحده آمریکا است. وی از سال ۱۹۹۷ میلادی تاکنون مشغول فعالیت بوده‌است. او از اولین آهنگساز های مشهور پانک راک بود که ترنسجندر بودن خود را (در ماه مه سال 2012) آشکار سازی کرده است.